# Potijiwka (obwód żytomierski)
Potijiwka (ukr. Потіївка) – wieś na Ukrainie, w obwodzie żytomierskim, w rejonie żytomierskim, siedziba hromady.
W XIX wieku siedziba wołości Potiejewka w ujeździe radomyskim, a od roku 1919 w czarnobylskim na Ukrainie.